# Pulicaria vulgaris
Pulicaria vulgaris là một loài thực vật có hoa trong họ Cúc. Loài này được Gaertn. miêu tả khoa học đầu tiên năm 1791.